# Modern Geográfia
A Modern Geográfia a Pécsi Tudományegyetem Földrajzi és Földtudományi Intézetéhez kötődő, negyedévente, elsősorban angol nyelvű cikkekkel megjelenő tudományos folyóirat, amely 2006 óta fogadja a geográfia és társtudományai területén született publikációkat.

## Története

### 2006
A 2006. évi tanév őszi szemesztere újdonságot hozott a PTE Földrajzi Intézetének életében. Bugya Titusz és Wilhelm Zoltán kezdeményezésére, Tóth József professzor főszerkesztésével útjára indult a Modern Geográfia című folyóirat, amely nevében is tükrözi a geográfia megújulásának folyamatát, a komplex és szintetizáló szemléletmódot, illetve azokat a korábban elhanyagolt, a nemzetközi trendekhez is igazodó innovatív irányokat, amelyek segítséget nyújthatnak a globális gazdasági, társadalmi és geopolitikai folyamatok megértéséhez. Akkortájt a doktori iskolák gyors fejlődésével párhuzamosan megnövekedett igény is komoly motivációt jelentett a lap indítására. A kezdeti cél egy szabadon hozzáférhető tartalommal rendelkező, a papíralapú folyóiratok kötöttségeitől mentes platform létrehozása volt. Még az év decemberében debütált a lap: megjelent az első magyar és angol nyelvű cikk.

### 2010
2010-ben a Földtudományok Doktori Iskola vezetői teendői mellé Dövényi Zoltán professzor megkapta a Modern Geográfia főszerkesztői feladatait is. Azóta folyamatosan azon munkálkodik, hogy emelje a lap színvonalát, többek között a dupla anonim bírálati folyamat szigorú betartásával. Főszerkesztőként is fontosnak tartotta, hogy az idegen nyelvű publikációk számának növelése mellett a folyóirat minél szélesebb szakmai körben – a rokontudományok terén is – népszerűvé váljon. Az ő nevéhez fűződik továbbá, hogy e-book megjelenéssel bővítette a lap profilját.

### 2012
Két évvel később a professzionális technikai háttér biztosítása érdekében a folyóirat már a Publikon Kiadó gondozásában jelent meg. Ezzel egy időben megújult a lap külalakja is. Nem csak a honlapon, de a letölthető tanulmányok fejlécében is megjelentek a kiadó által kidolgozott legfontosabb arculati elemek, mint a logó, a szín, illetve a betűtípus.

### 2015
2015-től látványosan bővült a tanulmányok spektruma. Ennek egyik oka, hogy a PTE TTK Földtudományok Doktori Iskolája geopolitikai programmal egészült ki, amelynek következtében egyre több, a témába vágó kézirat került a szerkesztőség elé. A lapszerkesztői kör is megújult, az új csapattagok fő feladata a lektorálás hatékony menedzselése, a plágiumok kiszűrése, illetve a cikkek ábraanyagának minőség-ellenőrzése volt. Még ebben az évben az MTA Demográfiai Osztályközi Állandó Bizottsága kedvező határozatot hozott: a folyóirat megkaphatta a „B” besorolást. A minősítést is tartalmazó listát a IX. Gazdaság- és Jogtudományok Osztálya nem sokkal később véglegesítette, így azt már az MTMT is rögzíthette.

### 2017
2017-ben Alpek B. Levente révén a szerkesztőségi munka megújítására is sor került: többek között egy olyan munkafolyamat-irányítási rendszer alakult ki, amely lehetővé tette a cikkek státuszának precíz nyomon követését. További előrelépést jelentett egy lektori adatbázis létrehozása.

### 2020
Legutóbb 2020 júniusában bővült a lapszerkesztői csapat. Tésits Róbert célja a külföldi szerzők nagyobb arányú bevonása, a nemzetközi láthatóság erősítése és a folyóiratra történő hivatkozások számának növelése volt. E célok elérését segítette első lépésben az, hogy ekkortól minden, a folyóiratban megjelenő cikk DOI-azonosítót kap. Szeptemberben a közösségi médiában önálló szakmai profilok létrehozására is sor került, hogy aztán tartalommegosztás révén különböző hazai és nemzetközi szakmai csoportok tagjai számára is elérhetővé váljanak a cikkek. Már ekkor kezdetét vette a felkészülés a folyóirat alapításának 15. évfordulójára. Ezzel párhuzamosan a PTE Egyetemi Könyvtár és Tudásközpont Publikálás- és Kutatástámogatási Osztálya sorban megvizsgálta az egyetemhez köthető szakmai folyóiratokat, így a Modern Geográfiát is. Az átvilágítást követően egy folyóirat-specifikus javaslatcsomagot állítottak össze, amelynek végrehajtásával a jövőben számottevően nőhet a lap nemzetközi láthatósága.

### 2021
A megújulás nem sokáig váratott magára, 2021-ben megkezdődött a javaslatok megvalósítása. Ezek elsősorban a honlap átstrukturálását, angol nyelvű megjelenését, illetve a nemzetközi sztenderdeknek megfelelő információk weblapon történő feltüntetését jelentették (publikációs etikai és adatkezelési politika, hozzáférési, archiválási és repozitóriumi jó gyakorlatok alkalmazása, valamint a szerzői és felhasználói jogok részletes kidolgozása és bemutatása). Mindez előfeltétele volt annak, hogy még az év elején a szerkesztők regisztrációs kérelmek beadását kezdeményezzék a fontosabb nemzetközi aggregáló adatbázisokba (DOAJ, ICI Copernicus, Ebsco, Ulrichsweb, Sherpa Romeo stb.). A megújulás rövid időn belül éreztette hatását, a benyújtott kéziratok és folyóirat-hivatkozások száma megnégyszereződött, amely újabb kihívásokat és együttműködési lehetőségeket (egyetemi könyvtár, kari és egyetemi adminisztráció, társfolyóiratok és civil szervezetek) eredményezett a szerkesztőségi munkában.
A 15. évfordulóra jubileumi konferenciát szerveztek. A szimpóziummal a cél a fiatal kutatók országos vérkeringésbe való, eddigieknél is fokozottabb bevonása, a kutatói utánpótlás mozgósítása, számukra, a lapnál, hosszú távon publikációs lehetőség biztosítása volt. A rendezvény ezért elsősorban a hazai földtudományi doktori iskolák aktív hallgatóit és témavezetőiket látta vendégül.
2021 októberétől Tésits Róbert vette át a főszerkesztői feladatokat. A korábban, még lapszerkesztőként megfogalmazott terveken túl új célokat tűzött ki.  Ezek elsősorban a külföldi szerzők széles körű bevonása és a nemzetközi, független hivatkozások generálása mellett a fenntartható működés hosszú távú biztosítása, valamint egy közös értékek mentén építkező aktív, innovatív szemlélet meghonosítása voltak.

### 2022
Teljes körűvé vált a folyóirat köteteinek és cikkeinek archiválása. A Pécsi Egyetemi Archívum Digitális Kiadványtára, illetve Publikációs Adatbázisa mellett szerződéses alapon teljes szövegű archiválást biztosít a REAL (alapgyűjtemény), illetve a REAL-J (digitalizált folyóirat-gyűjtemény), mint az MTA Könyvtárának Repozitóriuma. A sort bővíti az Elektronikus Periodika Archívum és Adatbázis, amely az Országos Széchényi Könyvtár keretében biztosítja a folyóirat cikkeinek elektronikus megőrzését (EPA OSZK).
A folyóirat először jelent meg nyomtatásban. A rendhagyó, a Magyarok Dél-Ázsiában címet viselő tematikus számban az Indiában egykor figyelemreméltó teljesítményt felmutató magyar tudósok, művészek, utazók emlékét idézték fel.
A folyóirat nemzetközi jellege tovább erősödött, 2022 márciusától a szerkesztőbizottsági tagok sorában köszönthetik Sunil Kumar De professzort Indiából, Wiaczesław Andrejczuk professzort Lengyelországból, Sanja Faivre professzort Horvátországból, Jürgen Runge professzort Németországból, Jan Hradeckýt a Cseh Köztársaságból, Berghauer Sándort Kárpátaljáról és Matija Zornt Szlovéniából.

### 2023
A Pécsi Tudományegyetem Rektori Vezetői Értekezlete határozatban támogatta a főszerkesztő Egyetemi Folyóirat-fejlesztési Munkacsoport létrehozására irányuló kezdeményezését, amely munkacsoport áprilisban megkezdte munkáját. Ugyanebben az évben az MTA Demográfiai Osztályközi Állandó Bizottság felminősítésre irányuló javaslatát a IX. osztály jóváhagyta, így 2023. június 1-től a folyóirat hivatalosan is megkaphatta az „A”-besorolást. Októberben a tehetséggondozás jegyében új, saját ISSN-számmal rendelkező, önálló fióklapot indított a folyóirat, amely a Középiskolai Földrajzi Lapok nevet kapta.

### 2024
2024 januárjától a szerkesztőbizottsági tagok listája Ronnie Donaldsonnal a dél-afrikai Stellenbosch Egyetem Földrajzi és Környezettudományi Tanszékének professzorával bővült. 

### 2025
Mint minden évben, 2025 januárjában is elkészült az MTA IX. Gazdaság- és Jogtudományok Osztály hazai folyóiratainak független idézők száma alapján elért helyezési sorrendje. Ezen a Modern Geográfia folyamatosan javuló értékekkel 2023 óta őrzi előkelő, 3. helyét. A PTE Rektori Vezetői Értekezlete határozata értelmében a főszerkesztő által korábban kezdeményezett munkacsoport Egyetemi Folyóirat-fejlesztési Bizottságként folytatja tevékenységét. Ebben az évben a folyóirat történetének legnagyobb sikerét érte el, márciustól a Web of Science Core Collection részeként működő Emerging Sources Citation Index (ESCI) két éven át tartó bírálati folyamatot követően befogadta. 

## Munkatársak

### Főszerkesztők (időrendben)
- Dr. Tóth József: 2006–2010
- Dr. Dövényi Zoltán: 2010–2021
- Dr. Tésits Róbert: 2021–

### Szerkesztőbizottság
- Alpek B. Levente (Pécsi Tudományegyetem)
- Andrejczuk, Wiaczesław (Varsói Egyetem)
- Benedek József (Babeș–Bolyai Tudományegyetem, Kolozsvár)
- Berghauer Sándor (II. Rákóczi Ferenc Kárpátaljai Magyar Főiskola, Beregszász)
- De, Sunil Kumar (North-Eastern Hill Egyetem, Shillong)
- Donaldson, Ronnie (Stellenbosch Egyetem)
- Dövényi Zoltán (Pécsi Tudományegyetem)
- Faivre, Sanja (Zágrábi Egyetem)
- Hradecký, Jan (Ostravai Egyetem)
- Imrich Jakab (Nyitrai Konstantin Filozófus Egyetem)
- Kovács Zoltán (MTA Csillagászati és Földtudományi Kutatóközpont)
- Magyari-Sáska Zsolt (Babeș–Bolyai Tudományegyetem, Gyergyószentmiklós)
- Runge, Jürgen (Goethe Egyetem, Frankfurt)
- Szabó Szilárd (Debreceni Egyetem)
- Tarrósy István (Pécsi Tudományegyetem)
- Tésits Róbert (Pécsi Tudományegyetem)
- Wilhelm Zoltán (Pécsi Tudományegyetem)
- Zorn, Matija (Szlovén Tudományos és Művészeti Akadémia, Ljubljana)[2]

## Főbb témakörök
- Földtudományok
- Társadalomföldrajz
- Természetföldrajz
- Területfejlesztés
- Településfejlesztés
- Urbanisztika
- Környezettudomány
- Regionális gazdaságtan
- Nemzetközi tanulmányok
- Geopolitika

## Rovatok
- Eredeti közlemények
- E-könyvek
- Földrajzi életutak
- Recenziók
- Rövid közlemények

## Archiválja és indexeli
- Web of Science (ESCI)
- MTA Demográfiai Osztályközi Bizottság (A)
- MTA Gazdaság- és Jogtudományi Osztály
- Magyar Tudományos Művek Tára
- DOAJ (Directory of Open Access Journals)
- Jisc
- ERIH Plus
- EBSCO
- Index Copernicus
- Directory of Open Access scholarly Resources
- ScienceGate
- WorldCat
- Google Scholar
- MATARKA
- Crossref
- Ulrichsweb
- Georef
- Current Geographical Publications
- Pécsi Egyetemi Archívum
- MTAK REAL
- MTAK REAL-J[3]

## Egyéb információk
- Megjelenési gyakoriság: negyedévente
- Bírálati rendszer: double blind peer-review
- Hozzáférés: nyílt (Open Access)
- Publikációs díj: nincs
- Licenszfeltételek: CC BY-NC-ND 4.0
- DOI: 10.15170/MG